# Boxe aux Jeux panaméricains de 2011
Navigation
Édition précédente Édition suivante
Les compétitions de boxe anglaise des Jeux panaméricains 2011 se déroulent du 21 au 29 octobre à Guadalajara, Mexique.

## Résultats

### Podiums
| Catégories                  | Or                     | Argent            | Bronze                                   |
| Poids mi-mouches (-49 kg)   | Joselito Velasquez     | Yosvany Veitia    | Juan Medina Hererad Jantony Ortiz        |
| Poids mouches (-52 kg)      | Robeisy Ramirez        | Dagoberto Aguero  | Braulio Ávila Julião Henriques           |
| Poids coqs (-56 kg)         | Lazaro Alvarez         | Óscar Valdez      | Robenílson de Jesus José Angel Rodriguez |
| Poids légers (-60 kg)       | Yasniel Toledo         | Robson Conceição  | Angel Jordan Gutierrez Angel Suarez      |
| Poids super-légers (-64 kg) | Roniel Iglesias        | Valentino Knowles | Yoelvis Jesus Hernandez Éverton Lopes    |
| Poids welters (-69 kg)      | Carlos Banteux         | Oscar Molina      | Myke Carvalho Mian-Imtiaz Hussain        |
| Poids moyens (-75 kg)       | Emilio Correa          | Jaime Cortez      | Juan Carlos Rodriguez Brody Blair        |
| Poids mi-lourds (-81 kg)    | Julio César de la Cruz | Yamaguchi Falcão  | Carlos Gongora Armando Pina              |
| Poids lourds (-91 kg)       | Lenier Pero            | Julio Castillo    | Yamil Peralta Anderson Emmanuel          |
| Poids super-lourds (+91 kg) | Ítalo Perea            | Juan Hiracheta    | Isaia Mena Gerado Bisbal                 |

| Catégories             | Or           | Argent           | Bronze                                      |
| Poids mouches (-52 kg) | Mandy Bujold | Ingrit Valencia  | Pamela Benavidez Karlha Francesca Magliocco |
| Poids légers (-60 kg)  | Kiria Tapia  | Erika Cruz       | Sandra Bizier Adela Peralta                 |
| Poids moyens (-75 kg)  | Mary Spencer | Yenebier Guillén | Roseli Feitosa Alma Ibarra                  |

### Tableau des médailles
| Rang  | Nation                 | Or | Argent | Bronze | Total |
| ----- | ---------------------- | -- | ------ | ------ | ----- |
| 1     | Cuba                   | 8  | 1      | 0      | 9     |
| 2     | Canada                 | 2  | 0      | 3      | 5     |
| 3     | Mexique                | 1  | 4      | 4      | 9     |
| 4     | Équateur               | 1  | 2      | 1      | 4     |
| 5     | Porto Rico             | 1  | 0      | 3      | 4     |
| 6     | Brésil                 | 0  | 2      | 5      | 7     |
| 7     | République dominicaine | 0  | 2      | 1      | 3     |
| 8     | Colombie               | 0  | 1      | 1      | 2     |
| 9     | Bahamas                | 0  | 1      | 0      | 1     |
| 10    | Venezuela              | 0  | 0      | 4      | 4     |
| 11    | Argentine              | 0  | 0      | 3      | 3     |
| 12    | Barbade                | 0  | 0      | 1      | 1     |
| Total | Total                  | 13 | 13     | 26     | 52    |